# Wilhelm Waetzoldt

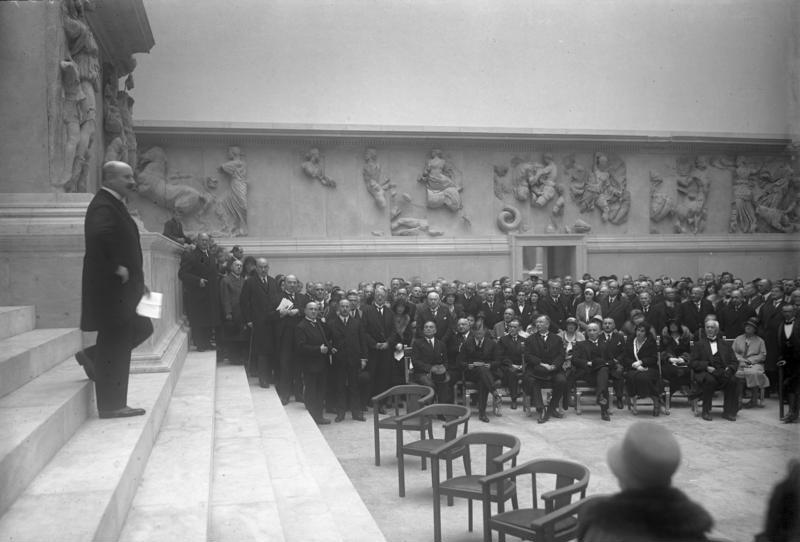
Wilhelm Waetzoldt hält die Eröffnungsrede zur Eröffnung des Pergamonmuseums (1930)

Wilhelm Waetzoldt (* 21. Februar 1880 in Hamburg; † 5. Januar 1945 in Halle (Saale)) war ein deutscher Kunsthistoriker, Professor für Kunstgeschichte in Halle, Geheimer Oberregierungsrat im Preußischen Kultusministerium und von 1927 bis 1933 Generaldirektor der Staatlichen Museen zu Berlin.

## Leben
Wilhelm Waetzoldts Vater war der Philologe und Pädagoge Stephan Waetzoldt (1849–1904). Seine schulische Ausbildung erhielt er an verschiedenen Schulen in Berlin, Magdeburg und Hamburg. Im Jahr 1899 legte er am Gymnasium „Unser Lieben Frauen“ in Magdeburg das Abitur ab.
Danach nahm er das Studium der Kunstgeschichte, Philosophie und Literaturgeschichte in Berlin und Magdeburg auf. Dieses schloss er mit einer Dissertation über Friedrich Hebbel 1903 ab. Von 1908 bis 1909 wirkte Waetzoldt als Assistent am Kunsthistorischen Institut Florenz. Die in Italien gewonnenen Kenntnisse und Eindrücke schlugen sich in späteren Publikationen nieder. Beschäftigungen an der Bibliothek Warburg zu Hamburg (1909–1911) und den Staatlichen Museen Berlin (1911–1912) schlossen sich an. 1912 erfolgte die Ernennung zum Ordinarius für Neuere Kunstgeschichte an der Universität Halle. Im Ersten Weltkrieg diente Waetzoldt an der Westfront im Range eines Leutnants und nahm an der Schlacht um Soissons teil. Er wurde zwei Mal verwundet und mit dem Eisernen Kreuz II. Klasse ausgezeichnet. Im Jahre 1916, infolge seiner Kriegsverwundung, wurde er zur Landwehr versetzt und konnte seine Lehrtätigkeit in Halle fortsetzen. 

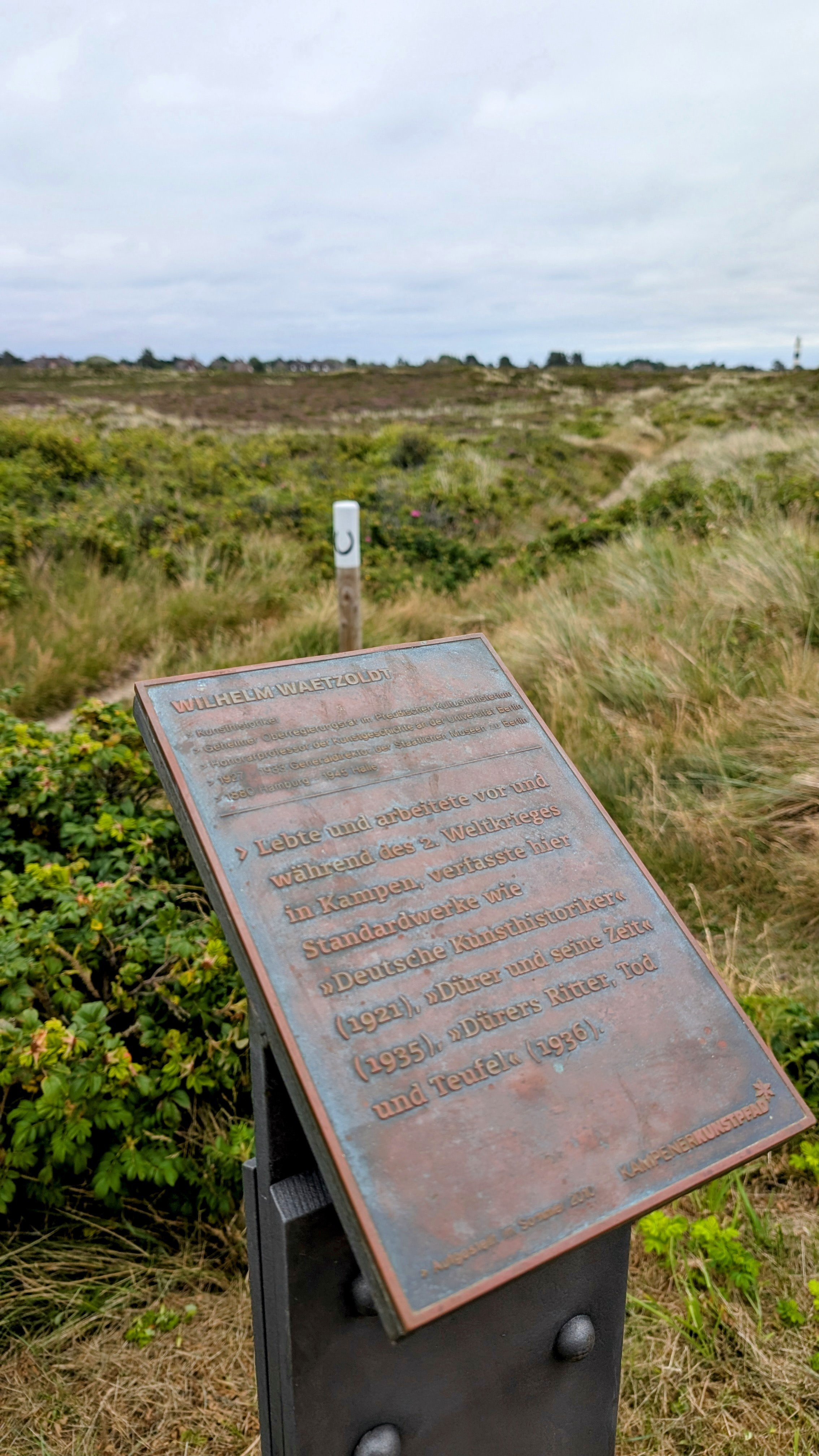
Wilhelm Waetzold Gedenktafel Kampen

1920 wurde Waetzoldt zum Vortragenden Rat im Preußischen Kultusministerium ernannt und 1927 schließlich Generaldirektor der Staatlichen Museen Berlin. In seine Amtszeit fällt der Neubau des Pergamonmuseums. Im Jahr 1929 folgte die Ernennung zum Senator der Preußischen Akademie der Künste. Des Weiteren wirkte er als Honorarprofessor an der Universität Berlin. Mit der Machtergreifung der Nationalsozialisten 1933 wurde er seines Amtes enthoben. Ihm wurden finanzielle Unregelmäßigkeiten, die Förderung der Modernen Kunst sowie die Unterstützung und Anstellung von Juden zur Last gelegt. Sein Nachfolger wurde Otto Kümmel. Den Vorwurf der finanziellen Unregelmäßigkeiten konnte Waetzoldt ausräumen. Die Verantwortung für die Ankaufspolitik der Nationalgalerie, insbesondere die Aufnahme von Bildern Emil Noldes, wies er vergeblich von sich. Später bot man Waetzoldt die Wiedererlangung seiner Ämter in Verbindung mit dem Eintritt in die NSDAP an, was dieser ablehnte. Im September 1933 wurde er jedoch Mitglied im NSKK.
Gegen den Willen des gleichgeschalteten Rektorats der Universität Halle wurde Waetzoldt 1934 zum Ordinarius für Kunstgeschichte an der Philosophischen Fakultät ernannt, wo er auch von 1938 bis 1940 als kommissarischer Dekan an der Philosophischen Fakultät wirkte.
Wilhelm Waetzoldt war der Vater des Kunsthistorikers Stephan Waetzoldt und der Militärhistorikerin Ursula von Gersdorff.

## Darstellung Waetzoldts in der bildenden Kunst
- Gustav Weidanz: Bildniskopf Wilhelm Waetzoldt (Porträtbüste, Bronze, 1945; Neue Nationalgalerie Berlin[3])

## Veröffentlichungen (Auswahl)
Siehe das Schriftenverzeichnis in Deutschland – Italien. Festschrift für Wilhelm Waetzoldt zu seinem 60. Geburtstage, 21. Februar 1940. G. Grote, Berlin 1941, S. xx–xxxvi.
- Das Kunstwerk als Organismus (1905)
- Die Kunst des Porträts (1908)
- Einführung in die bildenden Künste. 2 Bände (1911)
- Bildnisse deutscher Kunsthistoriker. E. A. Seemann, Leipzig 1921 ( Bibliothek der Kunstgeschichte  14)
- Deutsche Kunsthistoriker. 2 Bände, E. A. Seemann, Leipzig 1921/24 (Digitalisat Band 1, Band 2)
- Dürer und seine Zeit. Phaidon Verlag, Wien 1935; Büchergilde Gutenberg, Frankfurt am Main 1956
- Dürers Ritter, Tod und Teufel (1936)
- Du und die Kunst. Eine Einführung in Kunstbetrachtung und Kunstgeschichte (1938)
- Hans Holbein der Jüngere. Werk und Welt. G. Grothe, Berlin (1938)
- Burckhardt als Kunsthistoriker (1940)
- Deutsche Kunstwerke: beschrieben von deutschen Dichtern (Sammlung Dieterich 96). Dieterich, Leipzig 1940.
- Italienische Kunstwerke in Meisterbeschreibungen (Sammlung Dieterich 105) Dieterich, Leipzig 1942.
- Kamerad Italien. Hrsg.vom Deutschen General beim Hauptquartier der Italienischen Wehrmacht. Rom 1942
- Niccolò Machiavelli. Bruckmann, München 1943.
- Schöpferische Phantasie: Essais und Glossen (Sammlung Dieterich 11). Dieterich, Wiesbaden 1947.